# Вилчий Дол
Ви́лчий Дол (болг. Вълчи дол) — місто в Варненській області Болгарії. Адміністративний центр громади Вилчий Дол.

## Населення
За даними перепису населення 2011 року у місті проживали 3179 осіб.
Національний склад населення міста:
| Національність   | Кількість осіб | Відсоток |
| ---------------- | -------------- | -------- |
| болгари          | 2155           | 90,8%    |
| цигани           | 130            | 5,5%     |
| турки            | 63             | 2,7%     |
| інша             | 5              | 0,2%     |
| не визначились   | 20             | 0,8%     |
| Всього відповіли | 2373           |          |

Розподіл населення за віком у 2011 році:
Динаміка населення: